# Olympische Sommerspiele 1968/Teilnehmer (Sierra Leone)
| Gelbes Symbol für Goldmedaillen mit stilisierten Olympischen Ringen | Graues Symbol für Silbermedaillen mit stilisierten Olympischen Ringen | Braundes Symbol für Bronzemedaillen mit stilisierten Olympischen Ringen |
| ------------------------------------------------------------------- | --------------------------------------------------------------------- | ----------------------------------------------------------------------- |
| —                                                                   | —                                                                     | —                                                                       |

Sierra Leone nahm an den Olympischen Sommerspielen 1968 in Mexiko-Stadt, Mexiko, mit einer Delegation von drei Sportlern teil. Medaillen konnten keine gewonnen werden. Es war die erste Teilnahme an Olympischen Sommerspielen für das Land.

## Teilnehmer nach Sportarten

### Leichtathletik
Herren

Marathon
- Alifu Massaquoi (45. Rang)

10.000 Meter

- Alifu Massaquoi (dnf)

Hochsprung

- Marconi Turay (39. Rang)

### Boxen
Herren

Boxen – Schwergewicht
- John Coker (1. Runde)